# ラカ

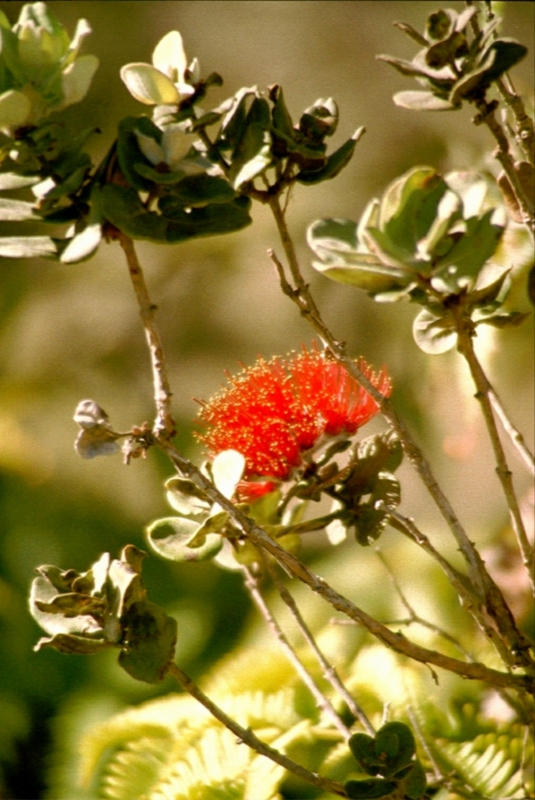
オヒアレフアの赤い花

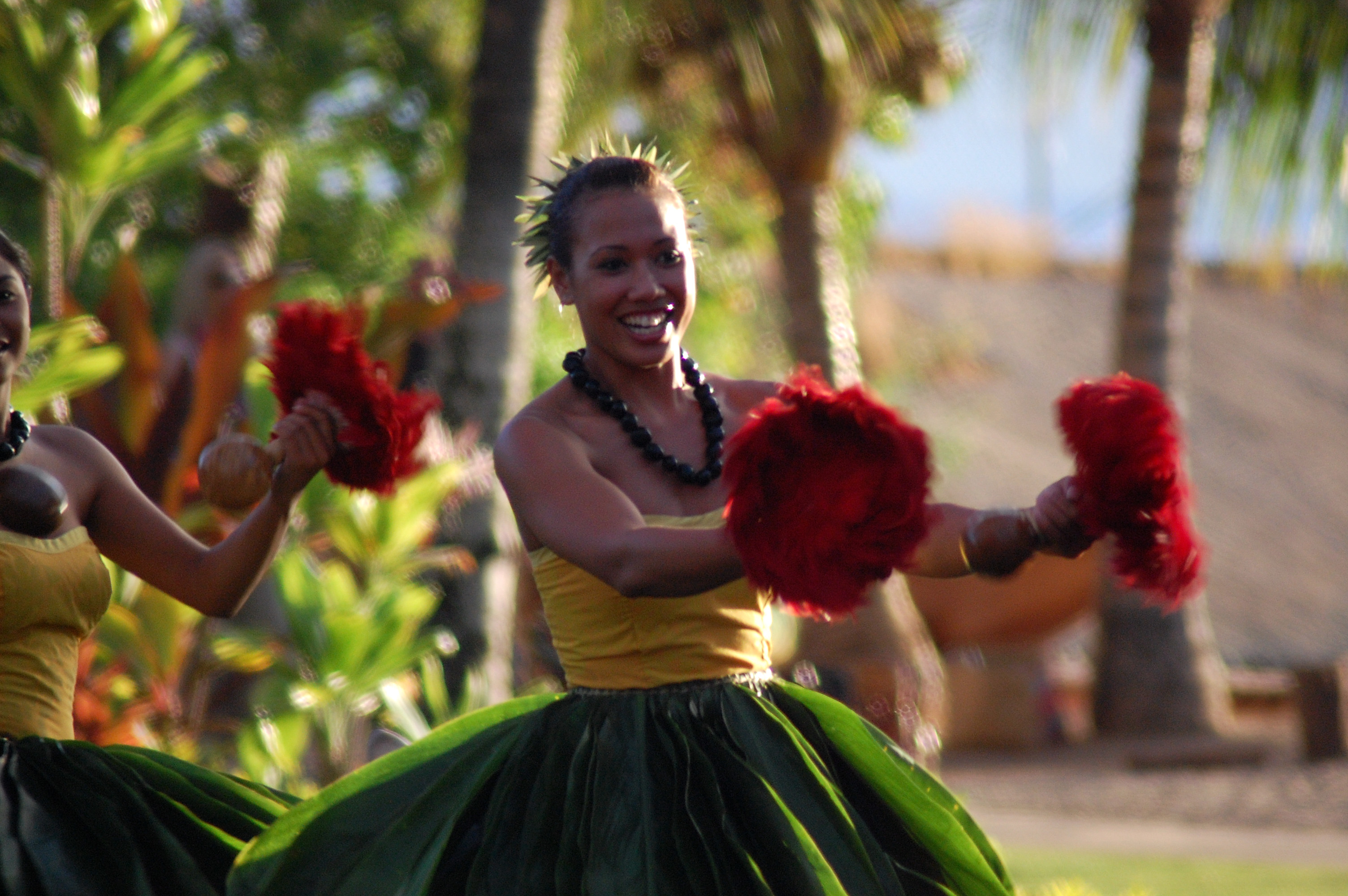
フラの踊り手（ラハイナで）

ラカ（英語: Laka）はハワイ神話の神様で、一般にフラの神様として知られているが、実際には４つの意味がある。 
- ク・カ・オヒア・ラカ（Ku-ka-ohia-LAKA）はフラの男の守護聖人であり、フラとカヌー作りの神である[2]。彼はヒナ・ルラ・オヒア（Hina-lula-ohia）と結婚している。寺院では、彼は羽の神として示され、他のクーの神と崇拝されている。彼はオヒアレフアの木と関係があり、その花はフラの公演中に祭壇の装飾に使用される。
- パパ・オ・ラカ（Papa-o-LAKA,）、クム・ホヌア（Kumu-Honua）のアウマクアの世界[3]
- ラカ（LAKA）は、森の成長の女神であり、フラの女神でもある。ラカは、踊りながら人が考えるインスピレーションだと言われている。彼女はダンサーが動かされている間、動きを引き起こすものである。彼女は森の女神でもある。彼女は森の成長と繁栄を助けると言われている生殖エネルギーを持っている。ラカは、ラマの木、マイレつる植物、およびアリイ植物に関連付けられている。それらは彼女のキノラウであり、それは彼女が見つけることができる形であることを意味する。これらの木は非常に大切にされ、高いレベルの敬意を持って扱われる。
- ラカ（LAKA）、ワヒエ・ロア（Wahie-loa）の息子

ラカはポリネシアの他の地域、マルケサス諸島ではアカ（Aka）、サモアではラタ（Lata）、トンガではラサ（Lasa）と呼ばれて、いずれもカヌー作りの神である。

## 参照項目
- ハワイ神話
- ポリネシア神話